# Jeanne de Portugal (1438-1475)
Pour les articles homonymes, voir Jeanne de Portugal.
 (novembre 2019).
Si vous disposez d'ouvrages ou d'articles de référence ou si vous connaissez des sites web de qualité traitant du thème abordé ici, merci de compléter l'article en donnant les références utiles à sa vérifiabilité et en les liant à la section « Notes et références ».
Titre
Reine de Castille
21 mai 1455 – 11 décembre 1474
(19 ans, 6 mois et 20 jours)
Jeanne de Portugal, née en mars 1439 à Almada (royaume de Portugal) et morte en 1475 à Madrid (royaume de Castille), fille du roi de Portugal Édouard Ier, devient reine de Castille par son mariage en 1455 avec le roi Henri IV.
Sept ans plus tard, en 1462, elle donne le jour à une fille, Jeanne, qui supplante le demi-frère (Alphonse) et la demi-sœur (Isabelle) de Henri IV dans l'ordre de succession ; elle est rapidement considérée par de nombreux membres de la haute noblesse castillane comme la fille du favori royal Beltrán de la Cueva, donc inapte à succéder.
Il en résulte une première période de guerre civile de 1464 à 1468, puis une deuxième après la mort de Henri IV en 1474 : la guerre de Succession de Castille (1475-1479), remportée par Isabelle de Castille et son époux Ferdinand d'Aragon, les futurs Rois catholiques d'Espagne.

## Biographie

### Origines familiales et formation
Elle est la fille posthume d'Édouard Ier de Portugal (1391-1438), qui règne de 1433 à sa mort, succédant à son père Jean Ier (1357-1433), fondateur en 1385 de la dynastie d'Aviz. Il meurt prématurément, victime de la peste quelques mois avant la naissance de Jeanne. 
Sa mère est Éléonore d'Aragon, fille du roi d'Aragon Ferdinand Ier (1380-1416), devenue l'épouse d'Édouard en 1428.
Elle naît précisément le 20 mars 1439 à Quinta do Monte Olivete (actuelle commune d'Almada dans la région de Lisbonne). 
L'infante est élevée jusqu'à l'âge de six ans par sa mère, régente en exil[pas clair], dans le monastère Santa María de Medina del Campo, dans le royaume de Castille. Après la mort d'Élénore, elle est élevée par l'oncle de son père, don Pedro[Qui ?]. Elle passe son adolescence à la cour brillante et austère[pas clair] de Lisbonne.
Elle était d'une grande beauté, avec des cheveux foncés, la peau claire et les traits fins. Elle était frivole et coquette, mais aussi politique et pieuse.[réf. nécessaire]

### Mariage avec Henri IV de Castille
L'infant Henri (1425-1474), fils du roi Jean II de Castille (1405-1454) et de sa première épouse Marie d'Aragon (1396-1445), a d'abord été marié avec la princesse Blanche de Navarre (1424-1464) (reine Blanche II en 1461). Le mariage étant resté sans enfants est annulé en 1453 pour un motif inhabituel : « impuissance perpétuelle ». 
De son côté, Jean II, veuf en 1445, s'est remarié en 1447 avec Isabelle de Portugal (1428-1496), fille de l'infant Jean de Portugal, petite-fille du roi Jean Ier et cousine germaine de Jeanne. Ils ont deux enfants, les infants Isabelle (1451-1504) et Alphonse (1453-1468) (Isabelle, bien qu'aînée, venant après Alphonse dans l'ordre de succession).
Jean II meurt en 1454 et la succession revient tout à fait normalement à son fils aîné Henri, qui devient le roi Henri IV de Castille. Son favori, Juan Pacheco, organise son remariage avec Jeanne de Portugal. Le mariage est célébré le 22 janvier 1455. 
Henri IV était grand, corpulent, les cheveux bruns, la peau mate et de caractère têtu, cynique, sensible, volage, extravagant et habillé à la mode arabe.[réf. nécessaire]

### Premières années comme reine de Castille (1455-1462)
Au début du règne de Henri IV, le peuple et la noblesse portent tous leurs espoirs vers le nouveau roi. Mais un problème apparait au bout de quelques années : la reine Jeanne n'a pas d'enfant.
Pour une partie de la noblesse, Henri IV est un incompétent, un faible qui ne peut pas avoir d'héritiers à cause de son homosexualité.[réf. nécessaire]
Le rôle de Juan Pacheco, marquis de Villena, comme favori royal prend fin vers 1460, lorsqu'il est remplacé par un nouveau venu, Beltrán de la Cueva. Cela suscite des rancœurs dans le clan Pacheco.

### Naissance de Jeanne de Castille et crise dynastique (1462-1464)
Or la reine tombe enceinte au printemps 1461, donnant naissance à une fille le 21 février 1462. Elle est aussi prénommée Jeanne, et devient l'héritière présomptive du royaume, reléguant l'infant Alphonse (son oncle) au deuxième rang. De ce fait, Jeanne de Portugal entre en conflit avec sa cousine Isabelle, mère d'Alphonse.  
La naissance surprenante de l'infante après des années d'attente, et compte tenu de ce qui s'était passé avec Blanche de Navarre, est mise en relation par certains avec l'ascension de Beltran de la Cueva, soupçonné d'avoir été l'amant de la reine, de sorte que l'infante reçoit le surnom de la Beltraneja. 
Une partie de la noblesse rejette l'infante Jeanne comme héritière présomptive et finit par se rebeller au nom du successeur légitime selon elle : l'infant Alphonse.

### La guerre civile (1464-1468)
Le problème de la supposée bâtardise de l'infante Jeanne aboutit à une première guerre civile (1464-1468), marquée par le couronnement d'Alphonse à Avila en 1565 (la « farce d'Avila ») et par quelques batailles, notamment la deuxième bataille d'Olmeda (1467), remportée par les royalistes.
L'infant Alphonse meurt en 1468. Dès lors, c'est l'infante Isabelle qui devient prétendante contre Jeanne. Âgée de 17 ans, elle refuse d'entrer en rébellion ouverte. Elle aurait conclu un accord avec Henri IV, le traité des Taureaux de Guisando, mais ce traité, qui la reconnaît comme héritière à la mort de Henri IV, n'est pas attesté de façon certaine (peut-être s'agit-il d'un élément de la propagande ultérieure d'Isabelle). 
Le fait important est son mariage en 1469 avec l'infant d'Aragon Ferdinand (1452-1516), héritier présomptif du royaume d'Aragon. Ce mariage conclu sans l'aval du roi Henri IV et considéré comme un acte de trahison, amène nombre des anciens rebelles à rallier le camp royaliste et à accepter comme futur monarque Jeanne de Castille, qui leur paraît moins dangereuse que Ferdinand d'Aragon.
Dans ces conditions, les dernières années du règne de Henri IV sont assez calmes.

### La guerre de Succession de Castille (à partir de 1475)
Henri IV meurt en 1474 ; peu après se déclenche la guerre de Succession de Castille opposant les partisans de Jeanne (soutenue par le Portugal) et ceux de l'infante Isabelle, épouse de l'infant d'Aragon Ferdinand (soutenus par l'Aragon). Isabelle et Ferdinand en sortent victorieux en 1479 et commencent leurs règnes de Rois catholiques d'Espagne.

### Mort et funérailles de Jeanne de Portugal (juin 1475)
Jeanne de Portugal n'assiste qu'aux premières phases de cette guerre. 
Le 30 mai 1475, l'infante Jeanne de Castille devient l'épouse du roi de Portugal Alphonse V, scellant l'alliance entre le Portugal et ses partisans castillans. 
Jeanne de Portugal meurt peu après à Madrid, le 13 juin 1475.
Elle est inhumée dans la basilique de Saint-François-le-Grand[réf. nécessaire], située à Madrid.

## Descendance
De son mariage avec Henri IV : 
- L'infante Jeanne de Castille (1462-1530), dite la Beltraneja, surnom très péjoratif évoquant un supposé adultère de Jeanne de Portugal avec Beltran de la Cueva.

Elle donne aussi naissance à deux jumeaux, fils de son amant Pedro de Castilla y Fonseca, nés le 30 novembre 1468 :
- Pedro Apóstol de Castilla y Portugal, marié avec Jeanne de Mendoza.
- Andrés de Castilla y Portugal, marié avec Mencia Quinones.